# Itaimbeguasu
Itaimbeguasu o Itaimbeguazu (del guaraní: "ita haimbe guasu", «gran piedra filosa») es un pueblo ubicado en el Departamento de Santa Cruz, Bolivia. Teniendo alrededor de 210 habitantes, está situada al noreste de Kuruguakua.